# Планета Ка-ПЕКС
«Планета Ка-ПЕКС» (англ. K-PAX) — американський фантастичний фільм режисера Ієна Софтлі, що вийшов 2001 року. У головних ролях Кевін Спейсі, Джефф Бріджес. Стрічку зафільмовано за однойменним романом Джіна Брювера.
Сценаристом виступив Чарльз Лівітт, продюсували Роберт Ф. Коулсберрі, Лоуренс Ґордон і Ллойд Левін. Уперше картину продемонстрували 22 жовтня 2001 року в США.
Переклад та озвучення українською мовою зроблено студією «Омікрон» на замовлення Hurtom.com у лютому 2012 року у рамках проєкту «Хочеш кіно українською? Замовляй!».

## Сюжет
У Мангеттенський психіатричний інститут, де працює доктор Марк Павелл, привозять дивного чоловіка. Він називає себе прот і стверджує, що прибув на Землю з позасонцевої планети Ка-ПЕКС, що в сузір'ї Ліри за 1000 світлових років від Землі. Метою його візиту є вивчення людей і найкращим, на його думку, є психіатричний інститут. Проте лікар інституту, Марк Павелл, пояснює таку поведінку впливом травми, але з часом він і сам піддає сумніву власну теорію.

## У ролях
| Актор              | Персонаж                                          | Роль                                                     |
| ------------------ | ------------------------------------------------- | -------------------------------------------------------- |
| Кевін Спейсі       | прот / Роберт Портер (англ. prot / Robert Porter) | пацієнт Мангеттенського психіатричного інституту         |
| Джефф Бріджес      | Марк Павелл (англ. Mark Powell)                   | доктор-психіатр Мангеттенського психіатричного інституту |
| Мері Маккормак     | Рейчел Павелл (англ. Rachel Powell)               | дружина Марка                                            |
| Елфрі Вудард       | Клаудія Вілларс (англ. Claudia Villars)           | доктор-психіатр Мангеттенського психіатричного інституту |
| Девід Патрік Келлі | Гові (англ. Howie)                                | пацієнт Мангеттенського психіатричного інституту         |
| Сол Вільямс        | Ерні (англ. Ernie)                                | пацієнт Мангеттенського психіатричного інституту         |
| Пітер Гереті       | Сал (англ. Sal)                                   | пацієнт Мангеттенського психіатричного інституту         |
| Селія Вестон       | Доріс Арчер (англ. Doris Archer)                  | пацієнтка Мангеттенського психіатричного інституту       |
| Кончата Феррелл    | Бетті Макаллістер (англ. Betty McAllister)        | пацієнтка Мангеттенського психіатричного інституту       |
| Аарон Пол          | Майкл Павелл (англ. Michael Powell)               | син Марка                                                |

## Сприйняття

### Критика
Фільм отримав загалом неоднозначні відгуки: Rotten Tomatoes дав оцінку 41 % на основі 139 відгуків від критиків (середня оцінка 5,1/10) і 71 % від глядачів із середньою оцінкою 3,2/5 (78,130 голосів). Загалом на сайті фільм має змішаний рейтинг, фільму зарахований «гнилий помідор» від кінокритиків, проте «попкорн» від глядачів, Internet Movie Database — 7,2/10 (106 610 голосів), Metacritic — 49/100 (31 відгуку критиків) і 7,7/10 від глядачів (63 голоси). Загалом на цьому ресурсі від критиків фільм отримав змішані відгуки, а від глядачів — позитивні.

### Касові збори
Під час показу у США, що розпочався 26 жовтня 2001 року, протягом першого тижня фільм показали у 2 541 кінотеатрі й він зібрав $17 215 275, що на той час дозволило йому посісти 1 місце серед усіх прем'єр. Показ фільму протривав 70 днів (10 тижнів) і завершився 3 січня 2002 року. За цей час фільм зібрав у прокаті у США $50 338 485, а у решті світу $14 663 000, тобто загалом $65 001 485 при бюджеті $48 млн.

### Нагороди й номінації[9]
| Рік  | Нагорода     | Категорія                     | Номінант     | Результат |
| ---- | ------------ | ----------------------------- | ------------ | --------- |
| 2002 | Сатурн       | Найкращий актор               | Кевін Спейсі | Номінація |
| 2002 | Image Awards | Найкраща актриса у кінофільмі | Елфрі Вудард | Номінація |